# 高知工業高等專門學校
高知工業高等專門學校（Kochi National College of Technology），是一所位於日本高知縣的高等專門學校。

## 概要
日本国立高等專門學校之一，位於高知縣的日本國立高等專門學校。

## 教育組織

### 本科（副學士課程）
- 物質工学科
- 環境都市設計工学科
- 社會設計工学科
- 機械工学科
- 電氣情報工学科

### 專攻科（學士課程）
- 建設工学專攻
- 機械電氣工学專攻
- 物質工学專攻[1]

## 外部連結
- 高知工業高等專門學校 （页面存档备份，存于）